# Radio Basilisk
Radio Basilisk ist ein privater Radiosender in der Region Basel. Eigentümer der Radio Basilisk Betriebs AG ist Matthias Hagemann.
Radio Basilisk ist ein Formatradio und spielt in erster Linie Hits.

## Geschichte
Radio Basilisk ging am 1. November 1983 auf Sendung. Gründer war der Basler Radiopionier Christian Heeb. Nach dem Start war der Sender gemessen an seinem Versorgungsgebiet lange Zeit das mit Abstand meistgehörte Radio der Schweiz.
1997 erwarben die Basler Zeitung und die Internationale Treuhand AG jeweils 20 Prozent des Aktienkapitals von Radio Basilisk. Diese Beteiligung wurde im April 2002 mit dem Rückkauf der beiden Pakete durch den Gründer Heeb wieder aufgelöst.
Kurz darauf, am 31. Mai 2002, ging Radio Basilisk in den Besitz der Zürcher Tamedia AG über. Diese übernahm 100 Prozent des Aktienkapitals der Radio Basilisk Betriebs AG und der zugehörigen Vermarktungsorganisation von den Gründern Heeb und Ledermann. 2007 musste die Tamedia das Radio infolge des neu inkrafttretenden Radio- und Fernsehgesetzes veräussern an den Basler Anwalt Martin Wagner, der seit Anfang Januar 2008 Eigentümer des Senders war. Im Jahr 2010 verkaufte Martin Wagner den Sender an Matthias Hagemann.
Am 2. Mai 2013 feierte Radio Basilisk in der Kaserne Basel seinen 30. Geburtstag. Auf der Bühne standen die Basler Bands We Invented Paris und Anna Rossinelli sowie der Baselbieter Sänger Baschi.

## Empfang
- Chrischona 107,6 MHz
- Liestal 102,3 MHz
- Sissach 106,9 MHz
- Grellingen 88,8 MHz
- Frick 93,2 MHz